# آلان فرح
آلان فرح (بالإنجليزية: Alain Farah)‏ (1979، مونتريال في كندا)؛ روائي كندي.